# 長野県道418号蓮停車場線

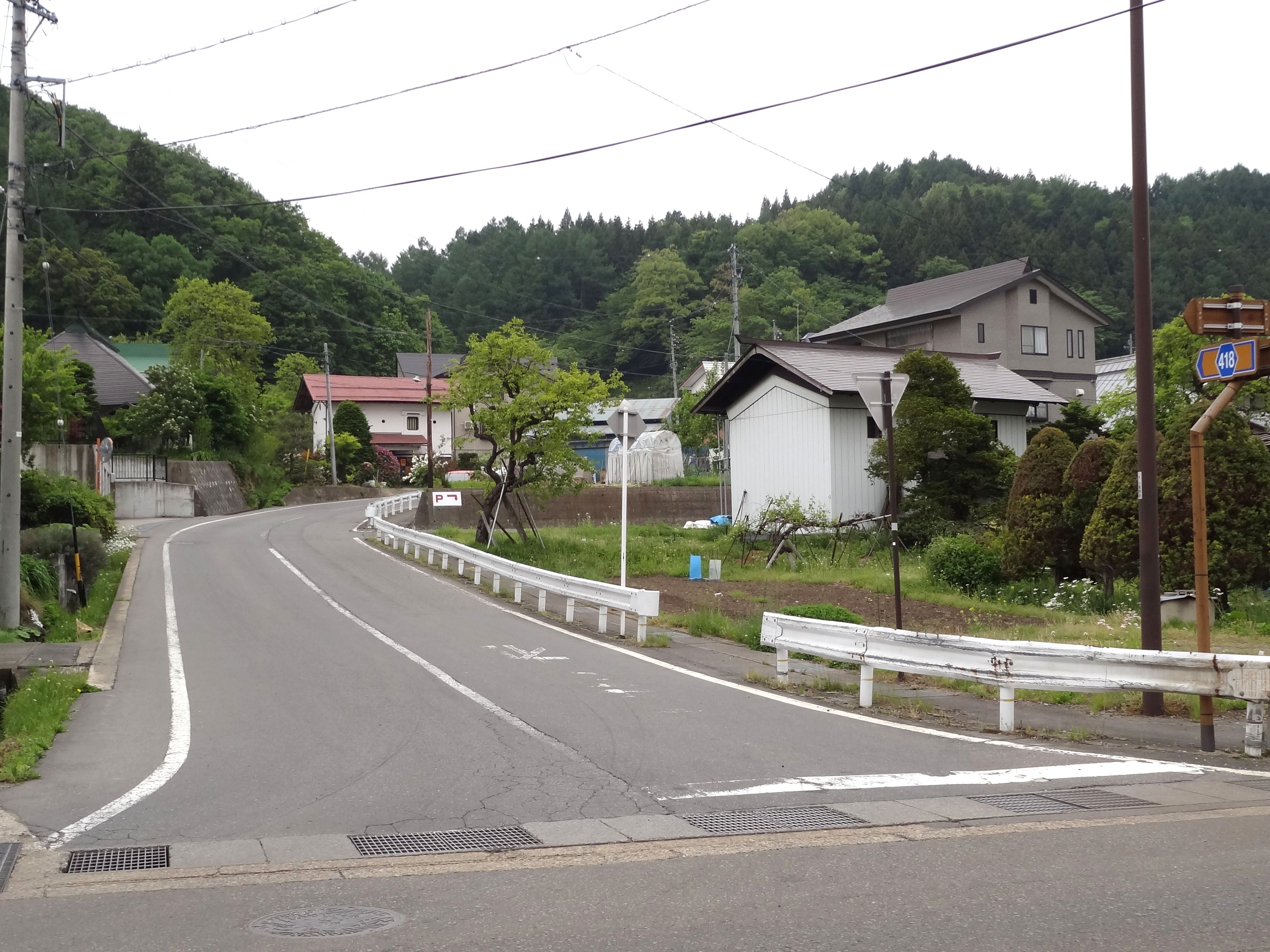
終点付近

長野県道418号蓮停車場線（ながのけんどう418ごう はちすていしゃじょうせん）は、JR飯山線蓮駅と国道117号を結ぶ路線。

## 概要

### 路線データ
- 起点：蓮停車場（JR飯山線蓮駅）
- 終点：飯山市字蓮（国道117号交点）

## 通過する自治体
- 長野県
  - 飯山市

## 接続・交差する道路
- 国道117号

## 周辺
- 蓮駅